# حسين العلي (لاعب كرة قدم)
حسين العلي هو لاعب كرة قدم سعودي، يلعب في مركز الهجوم. لعب لعدة أندية سعودية منها: الهلال، والاتفاق والحزم.

## الأندية التي شارك معها
- نادي الاتفاق (1997 - 2001)
- نادي الهلال (2001 - 2005)
- نادي قطر (2003) (إعارة)
- نادي الحزم (2005) (إعارة)
- نادي الخليج (2005 - 2007)
- نادي السلام (2007 - 2012)